# ARN-polymérase du VHC
L'ARN-polymérase du VHC ou protéine NS5B est une protéine non structurelle du virus de l'hépatite C. C'est une ARN-polymérase ARN dépendante qui permet la réplication du virus. C'est la cible d'une classe de médicaments du traitement de l'hépatite C, les inhibiteurs de la polymérase du VHC.